# 잔지바르 가는 길
잔지바르 가는 길(Road To Zanzibar)은 미국에서 제작된 빅터 쉐트징거 감독의 1941년 모험, 코미디, 뮤지컬, 멜로/로맨스 영화이다. 빙 크로스비 등이 주연으로 출연하였고 폴 존스 등이 제작에 참여하였다.

## 출연

### 주연
- 빙 크로스비
- 밥 호프

### 조연
- 도로시 라무어
- 우나 머켈
- 에릭 블로어
- 더글러스 덤브릴
- 아이리스 애드리언
- 어니스트 휘트먼
- 노블 존슨
- 조엔 마쉬
- 루이스 알베르니
- 엘 브리지
- 켄 카펜터
- 리처드 킨
- 폴 포카시
- 노마 바든
- 헨리 로크모어
- 조지스 리너벤트
- 라이오넬 로이스

## 제작진
- 의상: 에디스 헤드